# SWI/SNF
در زیست‌شناسی مولکولی SWI/SNF (که مخفف SWItch/Sucrose Non-Fermentable یا سوئیچ/سوکروز غیرقابل تخمیر است) یکی از زیرگروه‌های خانوادهٔ «بازسازی‌کننده‌های کروماتین وابسته به آدنوزین تری‌فسفات» است که در یوکاریوت‌ها یافت می‌شود. به عبارت دیگر، این مجموعهٔ مولکولی، گروهی از پروتئین‌ها و چندین پُلی‌پپتید هستند که در بازسازی ساختار فضایی دی‌ان‌ای نقش دارند. این مولکول‌ها سبب نوآرایی نوکلئوزوم شده و دسترسی آسان‌تر به کروماتین را فراهم می‌کند، و اتصال فاکتورهای رونویسی خاص را ممکن می‌سازد و اجازه می‌دهد تا برخی ژن‌ها فعال یا سرکوب شوند. این مجموعه پروتئینی مهم نخستین بار در سال ۱۹۹۸ در یک نوع تومور بدخیم کودکان کشف شد.
مجموعهٔ SWI/SNF به عنوان یک سرکوب کننده تومور در بسیاری از سرطان‌های بدخیم انسان نقشی ایفا می‌کند. عملکرد کمپلکس SWI/SNF در پستانداران بسیار وابسته به بافتی است که در آن حضور دارد، و علاوه بر نقش آن به عنوان یک سرکوب کننده تومور که در بالا توضیح داده شد، کمپلکس‌های SWI/SNF همچنین در بروز چندین ضایعهٔ سرطانی مختلف از جمله لوسمی حاد میلوئیدی، سرطان پروستات، نوروبلاستوما، ملانوم یووه‌آ (نوعی سرطان چشم)، و سارکوم پوشینه مفصلی نقش دارد.